# Tell Me Why (chanson de Supermode)
Pour les articles homonymes, voir Tell Me Why.
Singles par Steve Angello
Sexy F**k
(2006) Teasing Mr. Charlie / Straight
(2006)
Singles par Axwell
Watch The Sunrise
(2006) I Found You
(2006)
Tell Me Why est une chanson des djs et producteurs suédois Steve Angello et Axwell, deux membres du supergroupe Swedish House Mafia, sortie sous le nom de Supermode.
La chanson est un remix de deux chansons de Bronski Beat extraites de l'album The Age of Consent et sortie en 1984 : Smalltown Boy et Why?. La musique de la première est reprise, mêlée aux paroles du refrain de la seconde. Le chanteur est Hal Ritson.

## Classement par pays
| Classement (2006)                       | Meilleure position |
| --------------------------------------- | ------------------ |
| Australie Classement single             | 48                 |
| Belgique Classement Ultratop (Flandre)  | 22                 |
| Belgique Classement Ultratip (Wallonie) | 2                  |
| Danemark Classement single              | 14                 |
| Allemagne Classement GfK                | 11                 |
| Pays-Bas Top 40                         | 5                  |
| Finlande Classement single              | 14                 |
| France Classement single                | 22                 |
| Espagne Classement single               | 19                 |
| Royaume-Uni Classement single           | 13                 |